# John Bradshaw
John Bradshaw (1602 i Stockport – 31. oktober 1659 i London) var en britisk jurist og politiker.
Han var blandt de dommere, der ved den engelske konge Karl 1's rettergang dømte denne til døden den 29. januar 1649.
Bradshaw beskæftigede sig med advokatvirksomhed og tilsluttede sig i 1640'erne Parlamentspartiet.
Fra juni 1659 og frem til sin død senere samme år sad Bradshaw i den kommission, der varetog Lordkanslerens embede. 
Efter den store ændring af det engelske monarki i 1660, blev Bradshaws lig "henrettet" posthumt sammen med den engelske statsmand Oliver Cromwell og general Henry Ireton.